# 山神庙子乡
山神庙子乡，是中华人民共和国辽宁省葫芦岛市连山区下辖的一个乡镇级行政单位。

## 行政区划
山神庙子乡下辖以下地区：
山东村、西孤山村、北四村、砟子窑村、琉璃瓦村、白石头村、山西村、下塔村、上塔村、龙王山村、围屏山村和凉水井子村。